# Árpád Bárány
Árpád Bárány (ur. 24 czerwca 1931 w Budapeszcie) – węgierski szpadzista, złoty medalista olimpijski i wielokrotny medalista mistrzostw świata.
Na igrzyskach olimpijskich w Rzymie w 1960 roku był czwarty w zawodach drużynowych. Na rozgrywanych cztery lata później igrzyskach olimpijskich w Tokio w 1964 roku Węgrzy w składzie: Győző Kulcsár, Zoltán Nemere, Tamás Gábor, István Kausz i Árpád Bárány zwyciężyli w zawodach drużynowych. W obu przypadkach nie startował w zawodach indywidualnych.
Podczas mistrzostw świata w Paryżu w 1957 roku wspólnie z Lajosem Balthazárem, Tamásem Gáborem, Barnabásem Berzsenyim, Ferencem Czvikovszkym i Istvánem Kauszem zdobył srebrny medal w zawodach drużynowych. W tej samej konkurencji Węgrzy z Báránym w składzie zdobywali następnie złoty medal na mistrzostwach świata w Budapeszcie (1959), srebrny podczas mistrzostw świata w Filadelfii (1958) oraz brązowy na mistrzostwach świata w Gdańsku (1963).
Był mistrzem Węgier: indywidualnie w 1958 oraz trzykrotnie w drużynie w latach 1957-1959.
Jego szwagrem był koszykarz György Bokor.